# Fachkundenachweis für Seenotsignalmittel

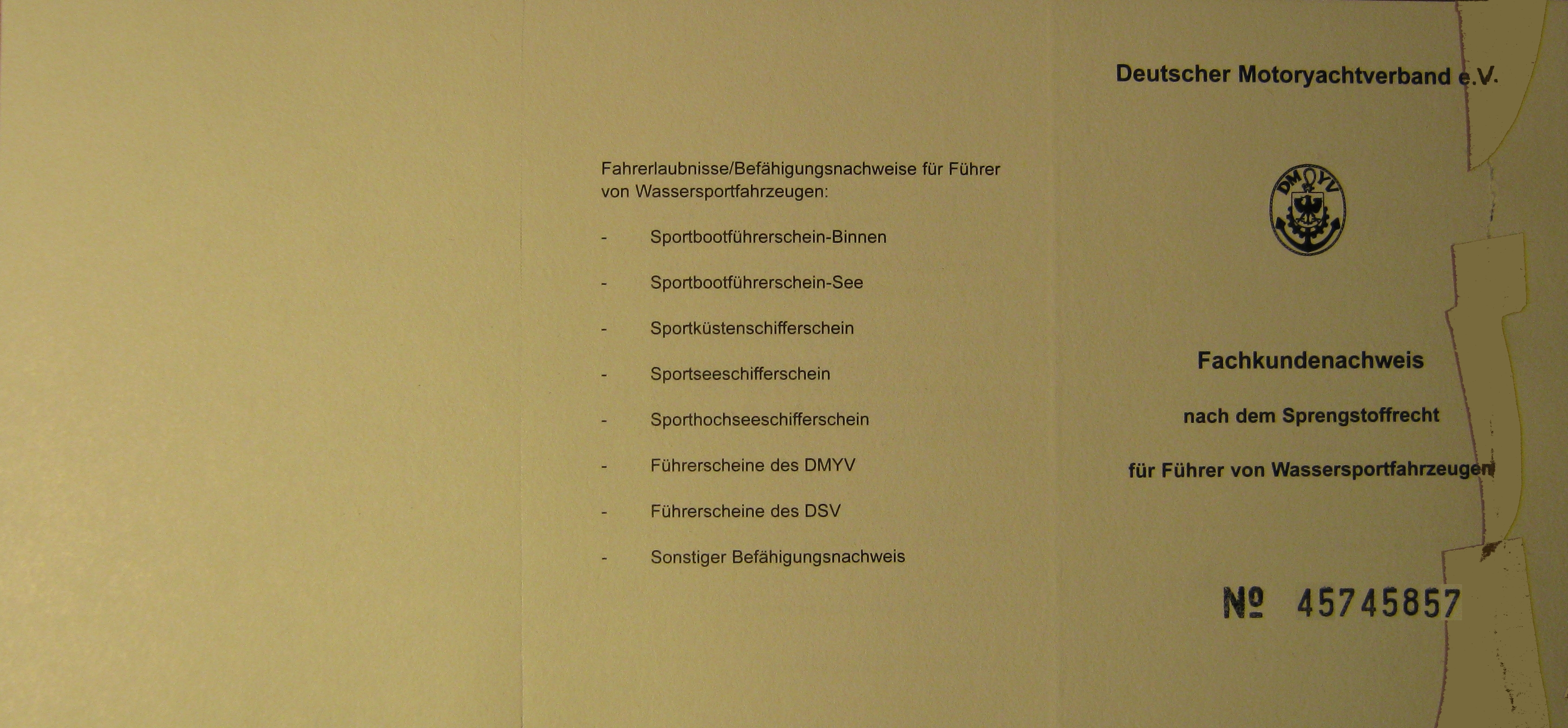
Fachkundenachweis für Seenotsignalmittel

Der Fachkundenachweis für Seenotsignalmittel (FKN) gemäß § 1 Absatz 2 Satz 2 der 1. Sprengstoffverordnung berechtigt den Inhaber, pyrotechnische Seenotsignalmittel der Unterklasse T2 zu kaufen, damit umzugehen und sie auf Wasserfahrzeugen zu befördern. Für den Transport auf der Straße (z. B. zum Auffüllen der Signale) gilt das Europäische Übereinkommen über die internationale Beförderung gefährlicher Güter auf der Straße (ADR). Voraussetzung für den Erwerb des FKN ist ein Sportbootführerschein See oder Sportbootführerschein Binnen.

## Erwerb
Um den Fachkundenachweis zu erbringen, muss eine Prüfung beim Deutschen Segler-Verband (DSV) oder Deutschen Motoryachtverband (DMYV) abgelegt werden. Der Bewerber muss am Tag der Prüfung mindestens 16 Jahre alt und in Besitz eines Sportbootführerscheins See, des Sportbootführerscheins Binnen oder eines sonstigen anerkannten Befähigungsnachweises zum Führen von Wassersportfahrzeugen sein.

## Prüfung
Die Prüfung besteht aus einem theoretischen und einem praktischen Teil. Im theoretischen Teil ist ein Fragebogen mit 15 Fragen aus dem 60 Fragen umfassenden Fragen- und Antwortenkatalog des für die Prüfung verantwortlichen Verbands zu beantworten. Die Fragen- und Antwortenkataloge von DSV und DMYV unterscheiden sich geringfügig (vgl. die Fragen 5, 27, 28, 38 und 56). Im praktischen Teil ist die sichere Handhabung von Seenotsignalmitteln nachzuweisen. Dazu gehört der fachgemäße Umgang mit
- Fallschirm-Signalraketen (rot)
- Rauchfackeln (orange) bzw. Handfackeln (rot)
- Rauchsignalen (orange/Dose)
- Signalgebern mit Magazin oder Trommel
- nicht gezündeten Signalmitteln.

Die Prüfung wird häufig zusammen mit der Prüfung für den Bootsführerschein abgenommen. Sie kann allerdings auch zu einem beliebigen Zeitpunkt nach dem Bestehen der Prüfung für den Bootsführerschein abgelegt werden.
Bootsschulen bieten kostenpflichtige Kurse zur Vorbereitung auf die Prüfung an.

## Befähigung
Der FKN – im Sportbootjargon „Knallschein“ oder „Pyroschein“ genannt – erlaubt dem Besitzer den Erwerb sowie die Beförderung von pyrotechnischen Seenotsignalmitteln der Unterklasse T2 und den Umgang damit. Die Unterklasse T2 unterscheidet sich insofern von der Unterklasse T1, als es keine Beschränkungen für die Abbrennzeit oder die Satzmenge gibt, also für die Menge des im Signalmittel verwendeten Treib- und Effektsatzes. Es wird damit gerechnet, dass die Wasserschutzpolizei künftig auch die Charterer von Yachten daraufhin verstärkt kontrolliert, ob sie den „Pyroschein“ besitzen oder nicht. Sind Signalmittel an Bord und es ist kein Pyroschein vorhanden, können Bußgelder verhängt werden.